# Đoàn làm phim

Đoàn làm phim và thiết bị làm phim trong một cảnh quay.

Một đoàn làm phim hay đội ngũ làm phim là một nhóm người được thuê bởi một công ty sản xuất cho mục đích sản xuất một bộ phim, có thể là phim điện ảnh hoặc phim truyền hình. Khái niệm đoàn làm phim được mô tả ở đây không bao gồm dàn diễn viên (tiếng Anh: cast) hay đội ngũ những người lồng tiếng cho bộ phim. Một đoàn làm phim được phân chia theo các lĩnh vực khác nhau, chuyên về một khía cạnh cụ thể của sản xuất.

## Bộ phận sản xuất
Bộ phận sản xuất nhìn chung không được xem là một bộ phận độc lập mà là một loạt các nhóm chức năng, bao gồm các bộ phận quản lý và tài chính như giám đốc sản xuất, các điều phối viên và trợ lý của họ, các nhân viên kế toán, các trợ lý đạo diễn; đôi khi gồm cả phụ trách trường quay và các trợ lý. Đạo diễn được xem là một thành viên riêng biệt, không thuộc cơ cấu tổ chức của bộ phận này.
- Nhà sản xuất

Nhà sản xuất tạo ra các điều kiện để sản xuất một bộ phim. Họ khởi xướng, phối hợp, giám sát và quản lý các vấn đề như tìm kiếm nguồn kinh phí, thuê mướn nhân sự chủ chốt và thỏa thuận với các nhà phân phối - đầu ra của bộ phim. Họ tham gia vào tất cả giai đoạn của một dự án làm phim từ lúc bắt đầu đến lúc kết thúc.
- Nhà đầu tư

Nhà đầu tư là người chi tiền cho dự án làm phim. Có thể có nhiều nhà đầu tư cho một bộ phim, tùy thuộc vào sự sắp xếp tài chính.
- Giám đốc sản xuất

Giám đốc sản xuất hay còn gọi là Giám chế giám sát các khía cạnh vật chất (không phải khía cạnh sáng tạo) của việc sản xuất, bao gồm nhân sự, công nghệ, ngân sách và lịch trình. Trách nhiệm của giám đốc sản xuất là đảm bảo quá trình làm phim diễn ra theo đúng kế hoạch và trong phạm vi ngân sách. Họ cũng quản lý các chi phí hoạt động như tiền lương, chi phí sản xuất, chi phí thuê thiết bị hàng ngày. Giám đốc sản xuất thường hoạt động dưới sự giám sát của line producer và trực tiếp giám sát việc điều phối sản xuất tại trường quay.
- Unit Producer

Unit producer đóng vai trò tương tự như giám đốc sản xuất, nhưng lại nằm ở đơn vị thứ cấp. Trong một số đoàn làm phim, unit producer đảm nhiệm vai trò của điều phối viên vận tải.
- Điều phối viên sản xuất

Các điều phối sản xuất là các mối quan hệ thông tin của việc sản xuất phim, chịu trách nhiệm tổ chức tất cả các dịch vụ hậu cần như thuê nhân viên, thuê thiết bị.
- Giám chế tiền sản xuất

Giám chế tiền sản xuất chịu trách nhiệm giám sát quá trình chuẩn bị trước khi sản xuất. Trong đó, họ duy trì sự minh bạch của thông tin cũng như các kênh giao tiếp giữa sản xuất, biên tập, bộ phận âm thanh, các công ty thiết bị (như phòng thí nghiệm phim ảnh, CGI studio, cắt âm,...) và các kế toán sản xuất. Mặc dù không giữ vai trò sáng tạo, song, họ đóng vai trò quan trọng trong việc bảo đảm ngân sách của giai đoạn tiền sản xuất và tất cả các thời hạn được đáp ứng. Vì hầu hết ngân sách của một bộ phim được chi trong giai đoạn sản xuất, giai đoạn tiền sản xuất thường có thể đầy khó khăn và thử thách.
- Đạo diễn

Đạo diễn chịu trách nhiệm về khía cạnh sáng tạo của một bộ phim, bao gồm nội dung và mạch phim, chỉ đạo diễn xuất cho các diễn viên, chọn địa điểm quay, quản lý kỹ thuật chi tiết như vị trí của máy quay, việc sử dụng ánh sáng, thời điểm và nội dung nhạc phim... Mặc dù là nhân vật có quyền lực lớn trong đoàn làm phim, nhưng xét về mặt tổ chức, đạo diễn vẫn dưới quyền của nhà sản xuất. Một số đạo diễn, có thể kiêm luôn vai trò nhà sản xuất hoặc đồng sản xuất, vì thế, sự phân biệt giữa hai nhân vật này đôi khi không rõ ràng.
- Trợ lý đạo diễn thứ nhất

Trợ lý đạo diễn thứ nhất hay phó đạo diễn (AD 1) hỗ trợ quản lý việc đạo diễn phim. Họ đảm bảo về lịch quay và duy trì một môi trường làm việc mà trong đó, đạo diễn, diễn viên cùng các thành viên khác, có thể yên tâm tập trung vào công việc của họ. Trợ lý đạo diễn giám sát công việc hằng ngày của các diễn viên và lập lịch trình các thiết bị quay phim, kịch bản và dựng cảnh. Nhân vật này cũng có thể chịu trách nhiệm chỉ đạo diễn xuất phần nền cho các đại cảnh hoặc toàn bộ các cảnh tương đối nhỏ, theo chỉ thị của đạo diễn.
- Trợ lý đạo diễn thứ hai

Trợ lý đạo diễn thứ hai (AD 2) là trợ lý trưởng của AD 1 và giúp AD 1 thực hiện những nhiệm vụ được giao. AD 2 chịu trách nhiệm việc tạo thời gian biểu chi tiết về lịch quay. Tại Canada và Anh có cấu trúc chức năng AD 3, còn trong hệ thống của Mỹ có hai AD 2.
- Trợ lý sản xuất

Trợ lý sản xuất giúp trợ lý đạo diễn thứ nhất với các hoạt động dựng cảnh và cũng hỗ trợ việc văn phòng sản xuất với nhiệm vụ chung.
- Giám sát kịch bản

Người này theo dõi các phần của kịch bản đã được quay và ghi chú lại các sai khác giữa những gì thực sự đã được dựng thành phim và những gì xuất hiện trong kịch bản. Họ làm ghi chú từng shot, theo dõi các đạo cụ, đảm bảo tính liên tục từ shot đến cảnh. Các ghi chú này sẽ được sử dụng trong quá trình chỉnh sửa của các biên tập viên. Người giám sát kịch bản hoạt động rất chặt chẽ với đạo diễn về việc dựng phim.
- Điều phối người đóng thế

Trường hợp bộ phim đòi hỏi phải có diễn viên đóng thế, các điều phối người đóng thế sẽ thu xếp tuyển chọn và quản lý các diễn viên đóng thế. Người này làm việc chặt chẽ với đạo diễn.
- Phụ trách quá trình tuyển diễn viên

Người này phụ trách quá trình tuyển diễn viên (Tiếng Anh - Casting) bằng cách mời các diễn viên đến thử vai.

## Bộ phận nghệ thuật
Bộ phận nghệ thuật trong một bộ phim lớn có thể lên đến hàng trăm thành viên.
- Thiết kế sản xuất

Còn được gọi là Chịu trách nhiệm nghệ thuật, có nhiệm vụ chuẩn bị các khía cạnh nhìn thấy được của bộ phim như cảnh, vật dụng, trang phục, tài sản, hóa trang. Các nhà thiết kế sản xuất làm việc chặt chẽ với các đạo diễn để đạt được khía cạnh này của bộ phim.

### Nghệ thuật
Bộ phận này bao gồm những người thiết kế các cảnh quay và tạo dựng nghệ thuật đồ họa.
- Chỉ đạo nghệ thuật

Các chỉ đạo nghệ thuật báo cáo cho các nhà thiết kế sản xuất, trực tiếp giám sát các vị trí khác như thiết kế trường quay, nghệ sĩ đồ họa... Chỉ đạo nghệ thuật làm việc chặt chẽ với các điều phối viên xây dựng, để giám sát khía cạnh thẩm mỹ và thiết kế chi tiết của cảnh quay khi chúng được thực hiện.
- Trợ lý chỉ đạo nghệ thuật

Các trợ lý chỉ đạo nghệ thuật thực hiện các hướng dẫn của giám đốc nghệ thuật. Công việc của họ thường bao gồm việc tính toán địa điểm, thiết kế cảnh trên giấy và đạo cụ mẫu (thường bằng giấy, bìa...), thu thập thông tin cho các nhà thiết kế sản xuất và bản vẽ dựng cảnh. Đôi khi một nhà thiết kế dựng cảnh cũng là trợ lý chỉ đạo nghệ thuật thứ nhất. Ở vị trí này, họ quản lý các luồng công việc và hành động như là sếp của bộ phận thiết kế cảnh.
- Thiết kế dựng cảnh

Các thiết kế dựng cảnh là người thiết kế cảnh trí cho các cảnh quay, thường là một kiến trúc sư, những người chuyên phụ trách cấu trúc hoặc không gian nội thất, được tuyển vào đoàn làm phim bởi giám đốc nghệ thuật.
- Minh họa

Đây là những người minh họa trực quan cho các mẫu thiết kế để truyền đạt những ý tưởng của nhà thiết kế sản xuất.

### Dựng cảnh
- Trang trí bối cảnh

Người trang trí bối cảnh phụ trách trang trí bối cảnh của bộ phim, bao gồm đồ nội thất và tất cả các đối tượng khác xuất hiện trong phim. Họ làm việc chặt chẽ với các nhà thiết kế sản xuất và phối hợp với chỉ đạo nghệ thuật.
- Người mua

Đây là người chịu trách nhiệm thuê, đặt hay mua các thiết bị, dụng cụ, vật liệu... cần thiết cho quá trình dựng cảnh.
- Đốc công

Đây là người quản lý nhân công của bộ phận dựng cảnh.
- Dresser Set

Đây là bộ phận nhân công của quá trình dựng cảnh, phụ trách các việc lắp, xếp, đính, đóng, trải... và tháo bỏ các đồ vật như đồ nội thất, vải vóc, thảm...thậm chí là cả tay nắm cửa và ổ cắm điện trên tường trong các cảnh quay.

### Đạo cụ
- Quản lý đạo cụ

Đây là người quản lý bộ phận đạo cụ, phụ trách việc tìm kiếm và quản lý tất cả các đạo cụ xuất hiện trong bộ phim, thường làm việc cùng một số trợ lý.
- Chế tác đạo cụ

Đây là người làm ra các đạo cụ được sử dụng cho bộ phim, thường là các kỹ thuật viên có tay nghề trong xây dựng, nhựa đúc, gia công, và điện tử.
- Bộ phận vũ khí và thuốc nổ

Đây là những kỹ thuật viên chuyên ngành đạo cụ liên quan đến vũ khí (súng, gươm...)và thuốc nổ, đòi hỏi đào tạo đặc biệt và có giấy phép.

### Xây dựng
Bộ phận này bao gồm: nghề mộc, thạch cao, sơn, cây cối, phong cảnh và chế tác đạo cụ.
- Điều phối xây dựng

Các điều phối viên xây dựng giám sát những việc liên quan đến xây dựng trong dựng cảnh. Họ đặt hàng nguyên vật liệu, lịch trình công việc và giám sát việc xây dựng; thường quản lý một số lượng lớn các thợ mộc, họa sĩ và người lao động khác. Điều phối viên xây dựng còn được gọi là quản lý xây dựng.
- Thợ cả

Thợ cả là đốc công của nhóm thợ mộc và những người thợ khác, cùng tham gia dựng cảnh cho bộ phim.

### Cây cối
- Greensman

Các greensman chịu trách nhiệm việc bố trí, nghệ thuật, cảnh quan thiết kế liên quan đến thực vật, có thể là thực hoặc nhân tạo và thường là kết hợp cả hai. Tuỳ thuộc vào mức độ yêu cầu có cây cối của cảnh quay, các greensman có thể báo cáo với chỉ đạo nghệ thuật hoặc có thể báo cáo trực tiếp cho các nhà thiết kế sản xuất. Nếu một số lượng đáng kể cây cối cần thiết cho bộ phim, dẫn đến việc cần rất nhiều greensman, nhóm greensman sẽ có hệ thống phân cấp như quản lý, giám sát, nhân viên...

### Hiệu ứng đặc biệt
Bộ phận này giám sát những tác động và hiệu ứng vật lý như cơ học, quang học,...trong quá trình quay phim. Nhưng họ không phải là những người tạo ra các hiệu ứng hình ảnh trong giai đoạn chỉnh sửa hậu kỳ.
- Giám sát hiệu ứng đặc biệt

Các giám sát hiệu ứng đặc biệt chỉ thị các hiệu ứng đặc biệt, các yếu tố làm thế nào để di chuyển cảnh quay và đạo cụ trong các cảnh phá vỡ, cháy nổ, sụp đổ của bộ phim. Người này cũng chịu trách nhiệm tạo ra các hiệu ứng thời tiết và môi trường như mưa, gió, ánh nắng, bụi...

## Hóa trang và tạo mẫu tóc
Ngoại trừ một số diễn viên có chuyên viên trang điểm hoặc nhà tạo mẫu tóc riêng, mọi đoàn làm phim luôn có một bộ phận đặc trách các nhiệm vụ quan trọng này.
- Hóa trang

Những người này có nhiệm vụ hóa trang cho hầu hết tất cả các diễn viên, sao cho phù hợp với từng vai diễn và cảnh quay của bộ phim. Họ thường tập trung vào các vùng phía trên phần ngực (từ cổ đến đỉnh đầu) và các tiểu tiết nhỏ trên tứ chi của diễn viên như ngón tay, móng tay. Họ còn có nhiệm vụ làm cho diễn viên trông trẻ hơn, mặt lớn hơn, già hơn hoặc trông quái dị...tùy thuộc yêu cầu nhân vật. Thỉnh thoảng, các chuyên viên hóa trang này cũng đảm nhiệm nhiệm vụ hóa trang toàn cơ thể cho nhân vật, nhưng thường thì các đoàn làm phim sẽ đầu tư thêm bộ phận chuyên hóa trang toàn thân dưới, thay vì chỉ tập trung vào phần phía trên ngực.
- Tạo mẫu tóc:

Các tạo mẫu tóc chịu trách nhiệm duy trì và tạo kiểu tóc của bất cứ ai xuất hiện trên màn hình. Họ thường làm việc cùng với các chuyên viên trang điểm (không phải hóa trang chuyên dụng ở trên) hoặc đôi khi họ cũng tự đảm nhận luôn công việc này.

## Phục trang
- Thiết kế trang phục

Nhà thiết kế trang phục chịu trách nhiệm về tất cả trang phục của tất cả các diễn viên xuất hiện trên màn hình. Họ cũng chịu trách nhiệm thiết kế, lập kế hoạch và tổ chức việc may trang phục, từ chọn chất liệu, màu sắc cho đến kích cỡ. Các nhà thiết kế trang phục thường làm việc chặt chẽ với đạo diễn, để hiểu được các nhân vật và nắm bắt được tinh thần chung của bộ phim, nhằm giúp cho việc tạo ra các bộ trang phục trở nên phù hợp và dễ dàng hơn. Trong một bộ phim lớn, các nhà thiết kế trang phục thường sẽ có rất nhiều phụ tá.
- Giám sát trang phục

Người giám sát trang phục hợp tác chặt chẽ với nhà thiết kế, giúp đỡ việc thiết kế các trang phục, họ quản lý nơi cất giữ trang phục. Họ giám sát việc may đồ, tìm nguồn cung ứng (cửa hàng may mặc, nhà tài trợ,...), tuyển dụng và sa thải các nhân viên, ngân sách, thủ tục giấy tờ và việc hậu cần.
- Xử lý trang phục

Công việc của một người xử lý trang phục là làm cho quần áo bẩn, phai mờ, mòn hay rách tùy thuộc vào yêu cầu của cảnh quay.

## Quay phim

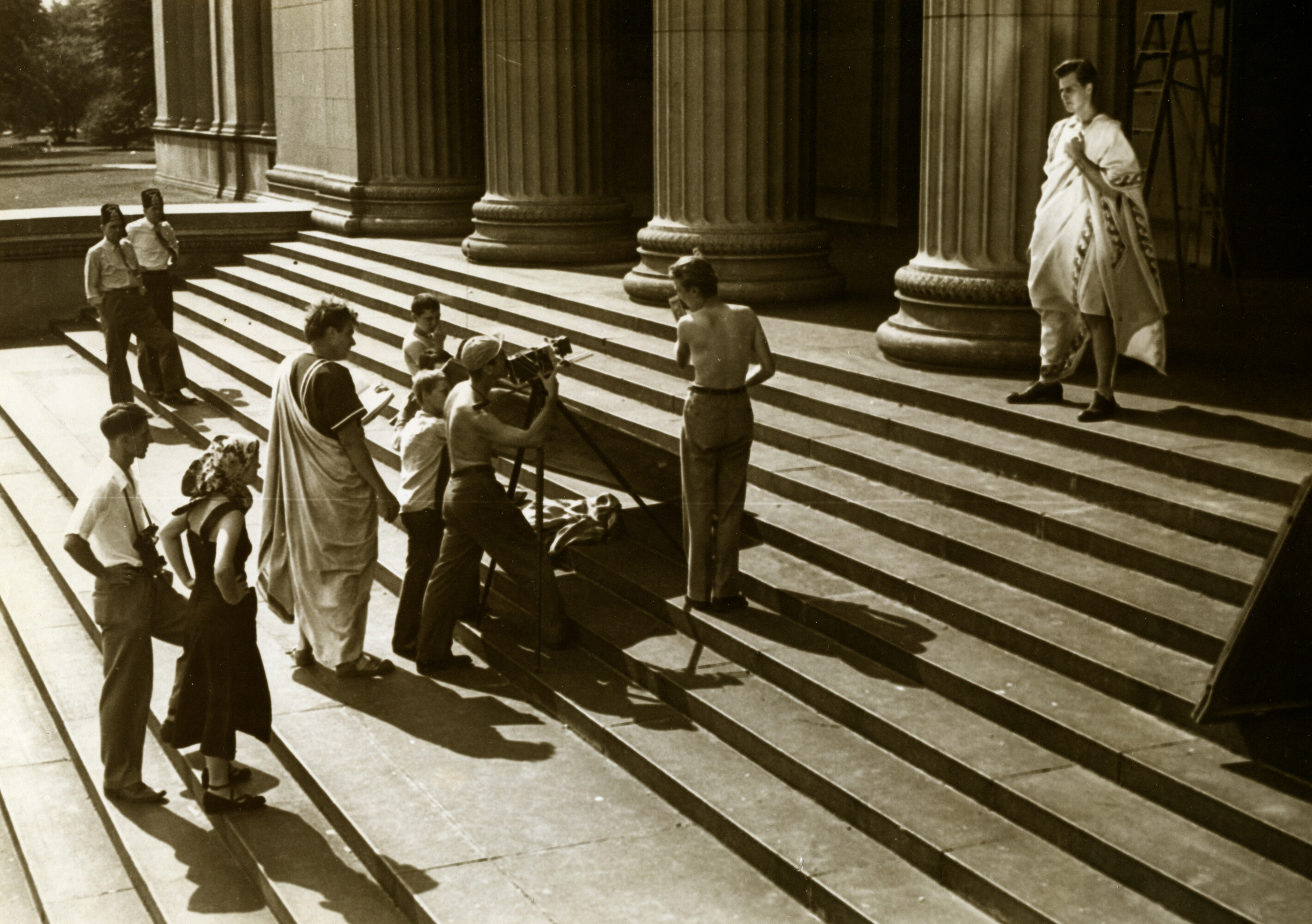
A Camera operator filming a scene from the 1950 Hollywood film Julius Caesar starring Charlton Heston

- Nhà quay phim

Thuật ngữ nhà quay phim (tiếng Anh: cinematographer) đã từng gây ra nhiều tranh cãi. Nó thường đồng nghĩa với Đạo diễn hình ảnh, mặc dù một số chuyên gia khẳng định rằng điều này chỉ áp dụng khi đạo diễn hình ảnh và quay phim là cùng một người.
- Đạo diễn hình ảnh

Đạo diễn hình ảnh phụ trách nhóm quay phim và ánh sáng. Người này đưa ra những quyết định về ánh sáng và lên khung các cảnh quay. Đạo diễn chính sẽ cho đạo diễn hình ảnh biết cảnh phim cần phải trông như thế nào và đạo diễn hình ảnh sẽ lựa chọn độ mở của ống kính, bộ lọc sáng và ánh sáng chính xác để có được hiệu quả hình ảnh mong muốn.
- Quay phim

Nhân viên quay phim là người trực tiếp điều khiển máy quay dưới sự chỉ đạo của các cinematographer, đạo diễn hình ảnh hoặc đạo diễn chính. Nhìn chung, cinematographer và đạo diễn hình ảnh không trực tiếp điều khiển máy quay, nhưng đôi khi ba vị trí này chỉ do một người đảm nhiệm.
- Trợ lý quay phim thứ nhất

Đây là người có trách nhiệm giữ máy quay ở điểm cần ghi hình.
- Trợ lý quay phim thứ hai

Người này phụ trách clapperboard (tấm bảng ghi tên bộ phim, đạo diễn, cảnh quay, lần bấm máy...được giơ lên trước ống kính báo hiệu bắt đầu quay hay dừng) và lắp phim vào máy quay trước khi quay. Trợ lý 2 cũng có nhiệm vụ trông nom những cuốn sổ ghi thời gian nhận phim, thời gian sử dụng phim và thời gian gửi phim đã quay tới phòng lab để xử lý. Ngoài ra, người này còn giám sát việc tổ chức thiết bị quay phim và việc vận chuyển chúng từ điểm quay này tới điểm quay khác.

## Âm thanh
- Thiết kế âm thanh

Các nhà thiết kế âm thanh, hay giám sát biên tập âm thanh phụ trách âm thanh trong giai đoạn hậu kỳ. Thường thì công việc này dựa trên những thành quả sáng tạo của chính họ, nhưng mặt khác, họ cũng phải làm việc với đạo diễn và biên tập để cân bằng âm thanh sao cho trau chuốt và phù hợp nhất với yêu cầu của từng cảnh quay.
- Biên tập nhạc nền

Chịu trách nhiệm chèn và chỉnh sửa phần lời của các bài hát trong phim.
- Biên tập âm thanh

Chịu trách nhiệm chèn và chỉnh sửa tất cả các hiệu ứng âm thanh.
- Re-recording Mixer

Chịu trách nhiệm cân bằng nhạc, lời, hiệu ứng và hoàn tất Soundtrack của bộ phim.
- Giám sát âm nhạc

Người giám sát âm nhạc hay chỉ đạo âm nhạc làm việc với các nhà soạn nhạc, mixer và biên tập viên để tạo ra và tích hợp âm nhạc của phim. Tại Hollywood, trách nhiệm chính của một chỉ đạo âm nhạc là kết nối giữa sản xuất phim và ngành công nghiệp ghi âm, đàm phán quyền sử dụng cho tất cả các nguồn âm nhạc được sử dụng trong bộ phim.
- Nhà soạn nhạc

Các nhà soạn nhạc hay nhạc sĩ, là người chịu trách nhiệm sáng tác nhạc cho bộ phim.